# Devin Hester

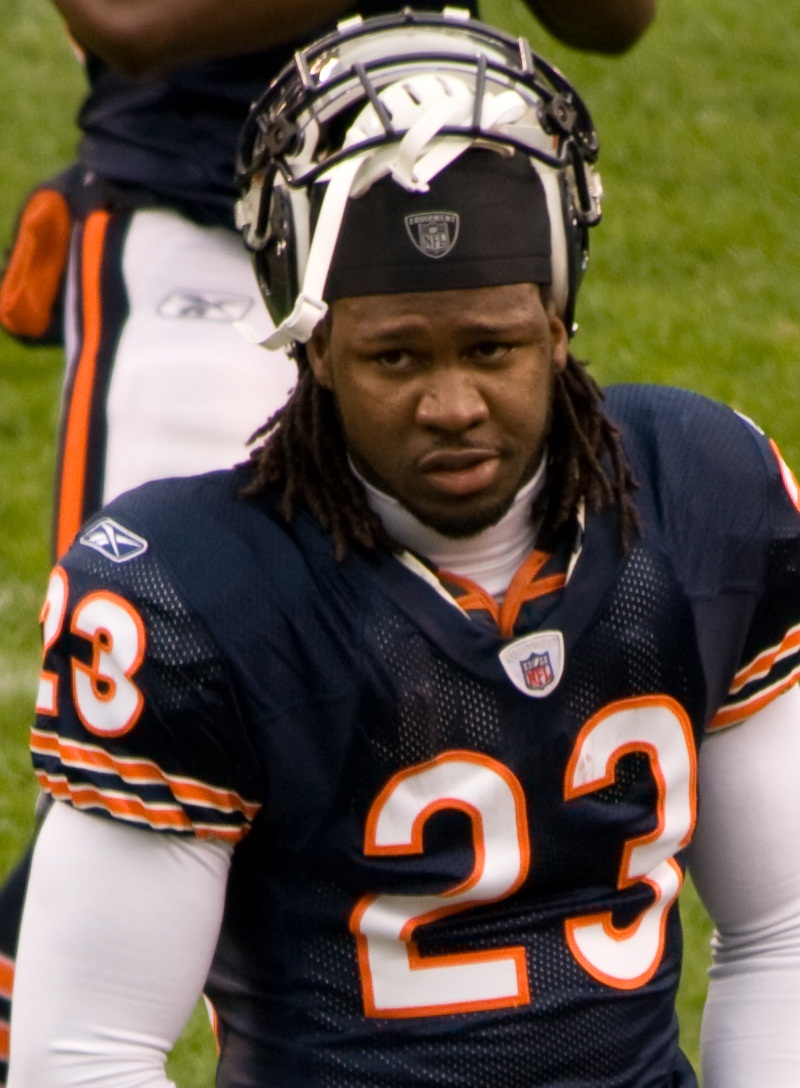
Devin Hester

Devin Hester (Riviera Beach, Florida, 4 november 1982) is een Amerikaans footballspeler voor de Atlanta Falcons, waar hij wide receiver en kick/punt returner speelt. In zijn eerste jaar in de NFL was hij cornerback en kick/punt returner. Hij is een voormalig student van de Universiteit van Miami (Miami Hurricanes). Hester werd in de tweede ronde van de 2006 Draft gekozen door de Chicago Bears en verdiende al snel een reputatie als bekwaam speler op het gebied van punt- en kickreturns. 

## Jeugd
Op twaalfjarige leeftijd stierf zijn vader, die reeds gescheiden was van zijn moeder. Later in zijn leven raakte zijn moeder zwaargewond ten gevolge van een auto-ongeval. Zijn stiefvader, Derrick Brown, spoorde hem aan om American football te gaan spelen, om zijn emoties kwijt te kunnen.
Hester ging naar High School Suncoast, Florida, en kwam daar tevens uit voor het High School Football Team, in de vorm van corner, wide receiver en punt returner. Hester werd door SuperPrep.com verkozen als de op 5 na beste returnspecialist van de staat Florida. Tevens nam Hester deel aan de CaliFlorida Bowl 2002, waar hij een punt omzette in een 70-yard touchdown.
Hester was op jonge leeftijd een fan van de Dallas Cowboys. Hij keek vooral op tegen Deion Sanders, Emmitt Smith en Michael Irvin. Wat betreft basketbal waren de Chicago Bulls met spelers als Michael Jordan en Phil Jackson zijn grote helden. Naast American football speelde Hester eveneens voetbal en honkbal.

## College Football
Na het afsluiten van de High School, wordt Hester gescout door de Miami Hurricanes, een grote universiteit op het gebied van sport in Florida. Als tweedejaarsstudent verwerft hij nationale faam en verovert de corner cq. punt returner een plek in het Walter Camp All America Team en The Sporting News' All-America team. Hesters roem is met name te danken aan diens kwaliteiten als punt returner.
Het eerste jaar op Miami wist Hester een kick-off om te zetten in een 97-yard touchdown. tegen de Universiteit van Florida (Florida Gators). In 2005, in een wedstrijd tegen Duke University breekt Hester 6 tackles op zijn weg naar een 81-yard punt return. In de jaren van Hester als speler van de Miami Hurricanes maakt de van nature cornerback zes touchdowns middels returns, waarvan een touchdown door een gestopte fieldgoal. Tevens maakte Hester een running en een receiving touchdown. Hester was de eerste speler in de geschiedenis van de Miami Hurricanes die uitkwam in zowel het Offense als het Defense en Special Team.

## NFL Football

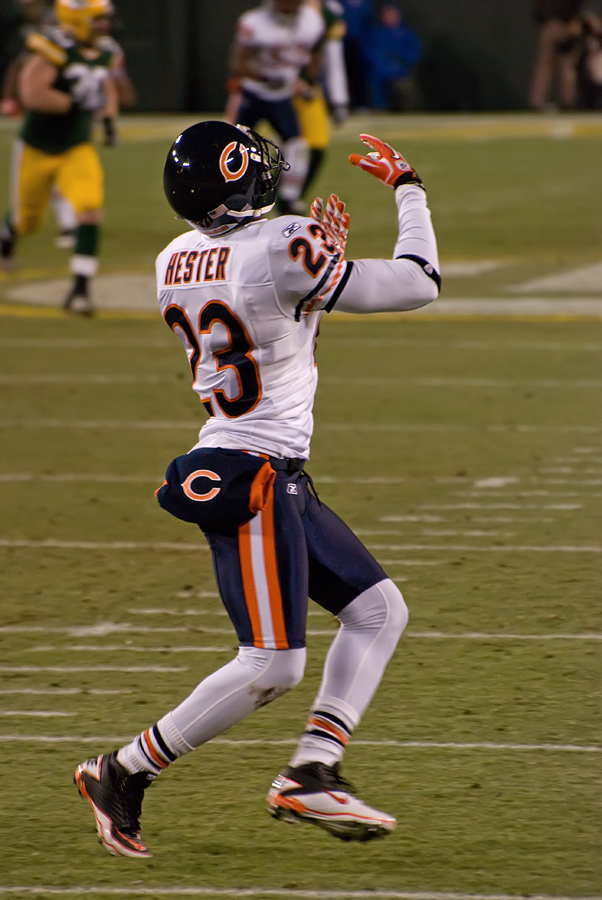
Devin Hester

In de 2006 NFL Draft werd Hester als 63 overall geselecteerd door de Chicago Bears. Hoewel Hester stond genoteerd onder het lijstje cornerbacks, verkoos Lovie Smith de Rookie op basis van zijn returnspecialiteiten. Het rookie-seizoen van Hester was allesbehalve saai. In slechts 13 weken wist Hester 6 touchdowns te maken als onderdeel van de Special Teams, waarvan een 108-yard touchdown na een gemiste fieldgoal in een wedstrijd tegen de New York Giants. Daarnaast bracht Hester de bal tevens in de endzone in wedstrijden tegen de Arizona Cardinals, de Green Bay Packers, de St. Louis Rams (2 maal) en de Minnesota Vikings. 
De beloning op het spel van Hester was tot slot een plek in de Superbowl XLI, een finale tegen de Indianapolis Colts. Met het terugbrengen van de kick-off bracht Hester de Chicago Bears direct op een 6-0-voorsprong, waarna Robbie Gould de PAT wist te maken. In volgende kick-offs van de Colts probeerde de formatie uit Indianapolis te voorkomen dat de bal bij Hester zou belanden.
Hesters uitschieters leverde hem driemaal een NFC Special Teams Player of the Week Award op en tevens een trip naar de Pro Bowl 2007, waar alle grote NFL Spelers bij elkaar komen voor een vriendschappelijk duel tussen de NFC en AFC. Hester dong mee naar de titel 2006 Pepsi NFL Rookie of the Year. Echter ging uiteindelijk Vince Young (Quarterback van de Tennessee Titans) er met deze prestigieuze titel vandoor.
Met de snelheid en opgedane ervaring zouden veel fans Hester graag zien aan de offensive side van de Chicago Bears als een wide receiver. Bears Head Coach Lovie Smith sluit echter uit dat Hester op de korte termijn een vaste waard zal worden in de Offense. Smith zette Hester in het seizoen 2006 echter wel in als wide receiver, in de wedstrijd tegen de Tampa Bay Buccaneers, enkel slechts voor één play.
In 2014 maakte Hester de overstap naar de Atlanta Falcons. In Week 3 brak hij met een 62-yard punt return het record voor niet-offensieve touchdowns met 20, een record dat hij hiervoor deelde met Deion Sanders. Met nog een rushing touchdown, geforceerde fumble en fumble recovery werd Hester benoemd tot NFC Special Teams Player of the Week.

## NFL Football Statistieken (Kick Returns)
| Year  | Team          | Returns | Yards | Avg  | TD | Lng | 20+ | 40+ |
| ----- | ------------- | ------- | ----- | ---- | -- | --- | --- | --- |
| 2006  | Chicago Bears | 19      | 449   | 23.6 | 97 | 1   | 10  | 1   |
| 2007  | Chicago Bears | 20      | 528   | 26.4 | 96 | 2   | 12  | 2   |
| Total |               | 39      | 977   | 25.1 | 97 | 3   | 22  | 3   |